# Parti croate du droit – Ante Starčević
Pour les articles homonymes, voir Parti croate du droit.
 (septembre 2015).
Si vous disposez d'ouvrages ou d'articles de référence ou si vous connaissez des sites web de qualité traitant du thème abordé ici, merci de compléter l'article en donnant les références utiles à sa vérifiabilité et en les liant à la section « Notes et références ».
Le Parti croate du droit – Ante Starčević (en croate : Hrvatska stranka prava dr. Ante Starčević, abrégé en HSP AS) est un ancien parti politique croate nationaliste. Il a été créé en 2009 par Ruža Tomašić à la suite de la scission du Parti croate du droit. Le parti a conservé ce nom en y ajoutant toutefois une référence à Ante Starčević, un nationaliste croate.

## Histoire
Le Parti croate du droit – Ante Starčević a participé aux élections législatives de 2011 en alliance avec le Parti pur croate du Droit, une formation d'extrême droite nationaliste. Avec 66 150 voix, les deux formations ont obtenu 2,8%. Un membre du Parti croate du droit – Ante Starčević a été élu. 
Lors des élections européennes de 2013 et 2014, le Parti croate du droit – Ante Starčević a réussi à faire élire son leader, Ruža Tomašić. 
Cependant, le 3 novembre 2014, Ruža Tomašić a quitté le parti pour créer quelques jours plus tard une nouveau formation politique, le Parti conservateur croate.
Le parti se dissout en 2020.

## Résultats électoraux

### Élections législatives
| Année | %   | Mandats | Rang | Tête de liste |
| ----- | --- | ------- | ---- | ------------- |
| 2011  | 2,8 | 1 / 151 | 7e   | Ruža Tomašić  |
| 2015  |     | / 151   |      |               |

### Élections européennes
| Année | %    | Mandats | Rang | Tête de liste    | Groupe |
| ----- | ---- | ------- | ---- | ---------------- | ------ |
| 2013  | 33,1 | 1 / 11  | 1er  |                  | CRE    |
| 2014  | 41,2 | 1 / 11  | 1er  | Andrej Plenković | CRE    |
| 2019  | 8,5  | 0 / 11  | 3e   | Ruža Tomašić     | CRE    |